# Diplolaimelloides altherri
Diplolaimelloides altherri är en rundmaskart som beskrevs av Meyl 1954. Diplolaimelloides altherri ingår i släktet Diplolaimelloides och familjen Monhysteridae. Inga underarter finns listade i Catalogue of Life.